# Alfredo Arvelo Larriva
Alfredo Arvelo Larriva est l'une des quatorze paroisses civiles de la municipalité de Barinas dans l'État de Barinas au Venezuela. Sa capitale est Quebrada Seca. En 2011, sa population s'élève à 9 259 habitants et en 2018 à 11 196 habitants.

## Géographie

### Relief
La paroisse civile s'articule autour du río Santo Domingo qui la traverse d'ouest en est dans sa partie nord. Les collines situées au sud et sud-ouest du territoire et de la capitale Quebrada Seca sont dominées par le cerro de Paja et la mesa de Barinas séparés par un vallon où court un petit affluent en rive droite du Santo Domingo.

### Hydrographie
Le territoire est limité au nord par le río Calderas qui conflue avec le río Santo Domingo, lui même traversant la paroisse civile d'ouest en est au nord de la capitale Quebrada Seca, et à l'ouest par la quebrada Parángula.

### Démographie
Hormis sa capitale Quebrada Seca, la paroisse civile possède plusieurs localités dont :
- La Carabela
- La Glorieta
- Parángula
- Quebrada Seca
- Tierra Blanca

## Sources
- (es) Cet article est partiellement ou en totalité issu de l’article de Wikipédia en espagnol intitulé « Municipio Barinas » (voir la liste des auteurs).